# پیریتیون روی
پیریتیون روی (به انگلیسی: Zinc pyrithione) (یا روی پیریتیون (به انگلیسی: pyrithione zinc))
رده درمانی: ضد قارچ و ضدباکتری
اشکال دارویی: شامپو

## موارد مصرف
پیریتیون روی برای کاهش شوره و التهاب شوره‌ای پوست Seborrhoeic dermatitis سر مصرف می‌شود. این دارو بر استرپتوکوکها و استافیلوکوکها نیز اثر دارد و گاه در درمان اگزما، صدفک (پسوریازیس) و بیماریهای قارچی پوست مصرف می‌شود.

## سازوکار اثر
پیریتیون روی با بلوک پمپ پروتونی دیواره سلولی، قارچها را از بین می‌رود.

## عوارض جانبی
اگزماو حساسیت پوستی

## ساختار شیمیایی
پیریتیون زینک با فرمول شیمیایی C۱۰H۸N۲O۲S۲Zn یک ترکیب شیمیایی با شناسه پاب‌کم ۳۰۰۵۸۳۷ است. که جرم مولی آن ۳۱۷٫۷۰ g/mol می‌باشد. شکل ظاهری این ترکیب، جامد بی‌رنگ است.